# Anopheles franciscanus
Anopheles franciscanus är en tvåvingeart som beskrevs av Mccracken 1904. Anopheles franciscanus ingår i släktet Anopheles och familjen stickmyggor. Inga underarter finns listade i Catalogue of Life.